# Mollisia rabenhorstii
Mollisia rabenhorstii är en svampart som först beskrevs av Bernhard Auerswald, och fick sitt nu gällande namn av Rehm 1891. Mollisia rabenhorstii ingår i släktet Mollisia och familjen Dermateaceae.   Inga underarter finns listade i Catalogue of Life.